# 古拉格
劳动改造营管理总局（俄語：”），通稱古拉格（羅馬化：GULAG，國際音標：[ɡʊˈlak] ⓘ），指的是蘇聯的監獄和勞改營網絡，並在更廣泛的意義上，代表整個蘇聯強迫勞動系統。除了集中營和強迫勞動殖民活動外，還包括特殊的集中營、特殊監獄、未經監禁的強迫勞動，以及在後斯大林時代也包括一些精神病院作為監禁場所。古拉格是蘇聯政治壓迫體制的典型体现。
劳改营最初由列宁等人筹建，在斯大林时期被广泛采用。1918年至1960年间，古拉格成為蘇聯政府国家安全部门一个下属机构，負責管理全國的劳改营，其中在“去斯大林化”以及“赫鲁晓夫解冻”时期大规模缩减，直至被废除。古拉格是蘇聯的国家政治保卫总局、內務人民委員部的分支部門，執行勞改、扣留等職務。這些營房被囚人士中包括不同類型的罪犯，日後成為鎮壓反對蘇聯異議人士的工具。
從1930年到1953年，至少有1800萬人被關押在集中營中，超過270萬人死於集中營或流放。在斯大林生命的最後幾年，古拉格的囚犯人數達到了最高水平，約為250萬。此外，還有大約600萬人被流放，以“特殊定居者”或“工作定居者”的身份留在他們的工作地點。在第二次世界大戰和戰後年代，蘇聯還在GUPWI集中營關押了大約400萬到600萬名戰俘，並要求他們進行強迫勞動。戰爭結束後，立即增加了700,000名來自過濾營的囚犯。專家們現在推論蘇聯總共有大約2870萬到3200萬人被迫進行強迫勞動。

## 词源

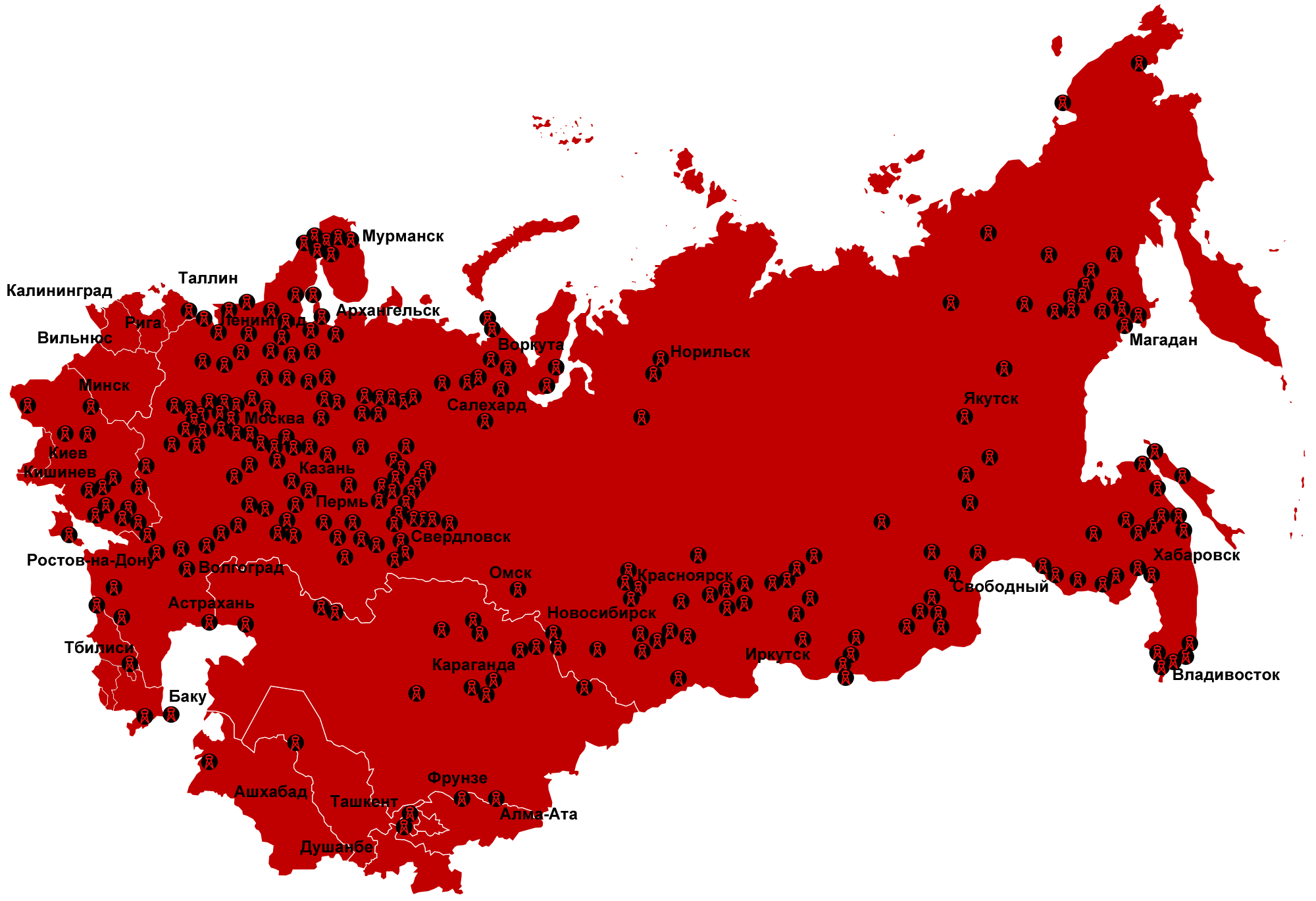
1923年至1961年古拉格集中营综合分布图。

古拉格一詞是GULAG（ГУЛАГ）的音譯，即勞改營管理總局（Главное управление лагерей）。1973年，「古拉格」一詞透過亞歷山大·索忍尼辛发表的著作《古拉格群島》傳到西方，“古拉格”一词在西方开始指苏联的劳改营和所有形式的蘇聯政治迫害。

## 历史

### 前身
在1917年之前，俄罗斯帝国就有劳改营的存在，这些劳改营被称为“卡托加”，后来的苏联领导人斯大林和捷尔仁斯基曾在卡托加服过苦役。
公历1917年11月7日（儒略历10月25日），十月革命爆发，布尔什维克夺取了俄罗斯的权力。1918年，苏维埃俄国建立了其第一个劳改营。

### 建立
1923年俄罗斯苏维埃社会主义联邦共和国首届惩罚工作者代表会议讨论了苏联第一部劳动改造法草案，提出了对罪犯实施劳动感化的措施。1924年全苏中央执行委员会决议通过了《苏俄劳动改造法典》，确定用劳动改造营“取代从前遗留下来的监狱”。劳动改造是前苏联的基本刑罚执行制度。法典第九条规定：“每个劳动改造机构都应当坚决奉行通过关押在其中的囚犯劳动来弥补犯人自身的开销费用”。贝利亚向部长会议主席团提交了《关于移交劳动改造营的报告》和《关于将劳改营和劳改队由苏联内务部移交苏联司法部的决议草案》两个文件。不剥夺自由的劳动改造从苏联传播到东欧各国，《捷克斯洛伐克刑法典》称为改造措施，《匈牙利刑法典》称为改造教育工作，《罗马尼亚刑法典》称为劳动教育，《波兰刑法典》则直接称为限制自由刑。1954年在苏联法律专家协助下，中国通过了《中华人民共和国劳动改造条例草案》。
此后劳改营的数量在苏维埃俄国和后来的苏联大幅度增长，1930年4月25日，国家政治保卫总局发布了第130/63号命令，宣布建立劳改营管理局，10月改名为劳改营管理总局（俄语缩写为，汉语音译为“古拉格”）。在1930年冬天时，有15.5万人被关押在古拉格所管辖的劳改营中。
古拉格不一定关押罪犯和政治犯，轻微的犯罪或者是讲关于苏联领导人的笑话的人也会被关入古拉格。 由于饥饿、劳动强度过大、遭受非人待遇等，1930年至1940年间，古拉格里面有50多万劳改犯死亡。

### 特殊机构
- 沙拉什卡

### 终止
1956年2月25日，时任苏共中央第一书记的赫鲁晓夫在苏联共产党第二十次代表大会上发表了《关于个人崇拜及其后果》的政治报告，斯大林的罪恶被揭露出来，1960年1月25日，苏联内务部发布了第020号命令，正式关闭了古拉格系统。但苏联政府强制政治犯和其他囚犯劳动的情形依旧存在，大部分政治犯在此后被转移到位于彼尔姆的彼尔姆36号劳改营，至1987年关闭为止。

### 劳动改造营管理总局（古拉格）衔级（1936－1943）
|      | 高级          | 高级          | 上级          | 上级          | 上级          | 中级          | 中级          | 中级          | 初级          | 初级          | 普通官兵      |
| ---- | ------------- | ------------- | ------------- | ------------- | ------------- | ------------- | ------------- | ------------- | ------------- | ------------- | ------------- |
| 领章 | петлица ГУЛАГ | петлица ГУЛАГ | петлица ГУЛАГ | петлица ГУЛАГ | петлица ГУЛАГ | петлица ГУЛАГ | петлица ГУЛАГ | петлица ГУЛАГ | петлица ГУЛАГ | петлица ГУЛАГ | петлица ГУЛАГ |
| 级别 | 3             | 4             | 5             | 6             | 7             | 8             | 9             | 10            | 11            | 12            | -             |

1级：古拉格总局局长：历史上由二级国家安全机关委员担任（名义对应红军军级指挥员）
2级：古拉格总局副局长：由内务人民委员部国家安全机关人员担任，似乎对应国家安全机关上校
3级：高级部门负责人级（相当于师级）：古拉格局领导秘书、劳改集中营负责人、乌克兰地区拘留地负责人；远东地区劳改营、拘留地和劳工安置点负责人；内务人民委员部建设部负责人。
4级：上级部门负责人级（相当于旅级）：古拉格各部门负责人；营地管理部门总工程师及其副职；古拉格拘留地管理处长；古拉格营地管理部门、移民殖民地管理部门、拘留所、劳工安置点负责人；古拉格第三处处长、副处长。
5级：中级部门负责人级（相当于上校）：古拉格部门负责人秘书；古拉格独立部门负责人或监察官；古拉格有偿劳务部门负责人；古拉格营地管理部门、移民殖民地管理部门、拘留所、劳工安置点的负责人副职。
6级：初级部门负责人级（相当于红军军衔后期的中校）：古拉格各部门下属机构负责人；部门负责人秘书；独立营地管理人；有偿劳务部门负责人；劳改营片区负责人；第1、2、3、4类监狱负责人；特殊移民殖民地负责人。
7级：高级专员级（相当于少校）：古拉格的高级工作人员、高级监察员或高级专家；劳改营和拘留场所管理部门的部门负责人；移民营和有偿劳务部门秘书；劳改营地分区负责人；古拉格保卫部门和警卫支队负责人；第5、6类监狱负责人。上图该级别的指挥、政工领导岗位人员在领章外缘缝有银白色布质三角形。
8级：中级专员级（相当于大尉）；古拉格监察员或专员；劳改营地、拘留所和劳工安置点或有偿劳务管理部门的业务专员、高级监察员或专家；劳改营地部门或片区的分管负责人；各警卫队参谋（长）；第7、8类人员监狱和特殊移民殖民地负责人；惩教局局长；劳工定居点或区指挥。
9级：初级专员级（相当于中尉、上尉）：古拉格科级秘书和助理秘书；劳改营、拘留所和特殊移民点或有偿劳务管理部门专员、检查员或专家；劳改营地管理部门的工作人员、监督员；劳工食品管理人、移民地教员；监狱或殖民地片区的分管负责人、监狱负责人助理；监狱、殖民地运营负责专员；劳改营片区助理或劳工安置区指挥。上图此级别的指挥、政工岗位人员在领章外缘缝有红色布质三角形。
10级：助理员级（相当于少尉）：地方专员助理；古拉格特派助理检查员或官员；劳改营地、拘留所、移民安置或劳工安置点管理部门助理专员；跨级特派营地负责人；军犬宿舍负责人；监狱楼负责人；殖民地基层指挥；特殊移民村村长。古拉格中级人员采用特殊的圆形作为符号块，上图采用了类似红军的军兵种符号，表明这是一名古拉格助理员级军事技术员。
11级：高级雇员级（相当于大士）：劳改营地、拘留所和移民点高级雇员；营地、移民点或劳工安置点管理部门助理员、领导的副官；警卫队排长；警犬队队长；军械员；监狱和殖民地的助理员；监狱警卫班长；特殊移民村村长。
12级：中级雇员级（相当于班、副排级指挥员）：副排长、班长；警犬训犬员；高级监狱和殖民地雇员、转移地和接待点基层管理员、劳教所高级民兵。
无级别（相当于红军战士）：初级雇员级：劳改营地警卫民兵、劳工定居点民兵、拘留地警卫或特殊移民殖民地警卫、基层行政人员。

## 争议
关于1918年至1960年间在古拉格服过苦役的人的数量和死于古拉格的人的数量是一个存在着很大争议的问题。根据一份1993年发表的对苏联时代的档案的研究报告，在1934年至1953年间，有超過100萬人死于古拉格。
《中国青年报》在2013年引用俄罗斯官方媒体的一篇报道指出总共有超过1500万人被收入古拉格服苦役，超过150万人死于古拉格。
位于莫斯科的国立古拉格历史博物馆的数据显示，有两千万人遭受古拉格的政治迫害，200万人因此死于古拉格。

## 備註
1. ↑  音頻朗讀俄語文本為：